# Hannibalsson
Hannibalsson  ist ein isländischer Name.

## Bedeutung
Der Name ist ein Patronym und bedeutet Sohn des Hannibal. Die weibliche Entsprechung ist Hannibalsdóttir (Tochter des Hannibal).

## Namensträger
- Arnór Hannibalsson (1934–2012), isländischer Philosoph
- Jón Baldvin Hannibalsson (* 1939), isländischer Politiker